# Slaapseks
Slaapseks of sexsomnia is een aandoening waarbij een persoon gedurende zijn of haar slaap seksuele handelingen verricht. Dit kan zowel masturbatie als seksuele handelingen met anderen zijn (meestal de partner naast wie men slaapt).
Slaapseks wordt gerekend onder de parasomnieën, een groep aandoeningen waarbij men wakend gedrag vertoont tijdens de slaap. De bekendste en meest voorkomende van deze is het slaapwandelen. Schattingen zijn dat ongeveer 1% van de mensen enige vorm van slaapseks kent (tegen zo'n 20% voor slaapwandelen), waarbij de aandoening bij mannen ongeveer dubbel zo vaak voorkomt als bij vrouwen. Desondanks is slechts een zeer gering aantal gevallen in de literatuur beschreven. Schenck en Mahowald vonden in een uitgebreide literatuurstudie in "Sleep journal" slechts 31 gevallen. In 23% van de gevallen betrof het masturbatie, in 45% strelen en seksuele aanrakingen en in 42% van de beschreven gevallen vond daadwerkelijke geslachtsgemeenschap plaats. De auteurs vermoeden dat een zekere gêne bijdraagt aan het lage aantal rapportages.
Slaapseks kan ernstige gevolgen hebben, vooral als anderen erbij betrokken zijn: er zijn gevallen bekend van aanranding en seks met minderjarigen waarbij vrijspraak werd gevraagd of gegeven omdat de dader de daad tijdens een geval van slaapseks zou hebben gehad. Vanuit juridisch oogpunt is het daarom van belang criteria te vinden waardoor echte en valse beweringen van slaapseks kunnen worden onderscheiden.

## Trivia
- In de KRO-NCRV-dramaserie Keyzer & De Boer Advocaten is een aflevering gewijd aan sexsomnia.
- Op 16 augustus 2007 zond RTL 5 een documentaire uit over dit onderwerp in het programma ShockDock. Hierin zien we de problemen van George, die 's nachts om voor hem onverklaarbare redenen niet van zijn vrouw af kan blijven.
- In de aflevering ‘Role Model’ in het eerste seizoen van House wordt ook een deel gewijd aan deze aandoening.